# Departamento de Haut-Nyong
Haut-Nyong es un departamento de la región Este de Camerún. En noviembre de 2005 tenía una población censada de 196 519 habitantes.
Está formado por los siguientes municipios:
- Abong-Mbang 29,005
- Bebend 9,335
- Dimako 12,894
- Dja 10,431
- Doumaintang 7,956
- Doumé 18,429
- Lomié 18,952
- Mboanz 13,608
- Mboma 8,120
- Messamena 26,153
- Messok 11,213
- Ngoyla 4,424
- Nguelemendouka 21,097
- Somalomo 4,902